# 洪德斯山
47°20′28″N 11°33′29″E / 47.34116°N 11.55814°E

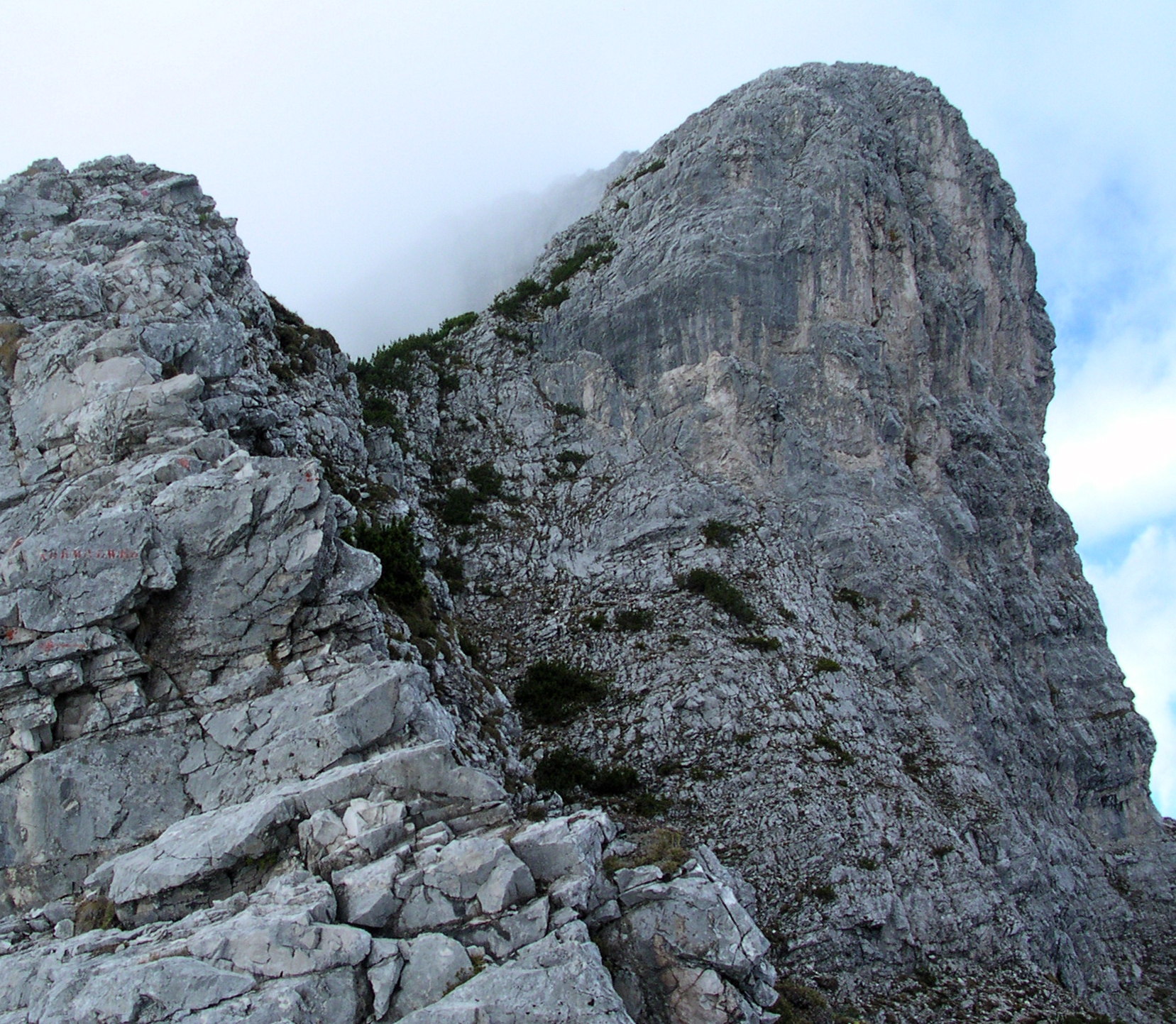

洪德斯山（德語：Hundskopf），是奧地利的山峰，位於該國西部，由蒂羅爾州負責管轄，屬於卡爾文德爾山脈的一部分，距離上菲爾萊格山0.3公里，海拔高度2,243米。